# Le Droit de tuer (film, 1980)
Pour les articles homonymes, voir Le Droit de tuer.
Série
Exterminator 2
(1984)
Pour plus de détails, voir Fiche technique et Distribution.
Le Droit de tuer (The Exterminator) est un film américain réalisé par James Glickenhaus, sorti en 1980.

## Synopsis
John Eastland et Michael Jefferson sont deux vétérans du Viêt Nam revenus vivre à New York. Mais à la suite de l'agression de Michael par des voyous, il se retrouve à l'hôpital entre la vie et la mort. Assoiffé par un désir de vengeance envers ceux qui ont osé s'en prendre à son seul et meilleur ami, John va traquer les agresseurs pour les exterminer. Dégoûté par l'injustice qui règne a New York, John va se transformer en justicier de la ville laissant sur les cadavres de voyous et autres maîtres de la pègres des mots signés : l'exterminateur. James Dalton, le meilleur flic de New York se met en chasse pour traquer l'Exterminateur...

## Fiche technique
- Titre français : Le Droit de tuer
- Titre original : The Exterminator
- Réalisation : James Glickenhaus
- Scénario : James Glickenhaus
- Musique : Joe Renzetti
- Photographie : Robert M. Baldwin
- Montage : Corky O'Hara
- Production : Mark Buntzman
- Société de production : Interstar
- Société de distribution : Embassy Pictures (États-Unis), Warner-Columbia Films (France)
- Pays :  États-Unis
- Langue : Anglais
- Format : Couleur - Stéréo - 35 mm - 1.85:1
- Genre : Action
- Durée : 102 min
- Sortie cinéma :  États-Unis : 19 septembre 1980
- Sortie cinéma :  France : 24 février 1982
- Video : DVD + BLU-RAY chez l'éditeur Carlotta Films, le 6 juillet 2016

## Distribution
- Christopher George (VF : Frédéric de Pasquale) : L'inspecteur James Dalton
- Samantha Eggar (VF : Janine Forney) : Dr. Megan Stewart
- Robert Ginty (VF : Bernard Murat) : John Eastland / L'Exterminateur
- Steve James (VF : Med Hondo) : Michael Jefferson
- Dick Boccelli (VF : Henri Djanik) : Gino Pontivini
- Tony Farentino (VF : Yves-Marie Maurin) : L'avocat de Pontivini
- Tony DiBenedetto (VF : Maurice Sarfati) : Chicken Pimp
- Patrick Farrelly (VF : Sady Rebbot) : L'agent Shaw
- Michele Harrell  : Maria Jefferson
- Dennis Boutsikaris (VF : Patrick Poivey) : Frankie
- Ned Eisenberg : Marty
- Cindy Wilks (VF : Marion Game) : Candy
- Louis Edmonds (VF : Jacques Deschamps) : Le chef de la CIA
- George Cheung (VF : Yves Barsacq) : Le chef vietcong
- Frank Ferrara (VF : Marc François) : un voyou dans l'entrepôt
- Ralph Monaco (VF : Jacques Ferrière) : Ralph, le barman
- Caryn West (VF : Béatrice Delfe) : Jalon
- Zoya Leporska (VF : Sylvie Feit) : La fille violentée

## Autour du film
- Le musicien de Jazz Stan Getz joue son propre rôle lors d'un concert auquel assiste le détective Dalton.
- À noter une brève apparition de Samuel L. Jackson dans l'un de ses premiers films.
- John Eastland retrouve un livre de Jean-Paul Sartre en préparant ses armes chez lui ; on ne parvient pas à distinguer le titre et il est difficile de savoir s'il s'agit d'un clin d'œil du réalisateur à l'écrivain.( Les Séquestrés d'Altona )
- Un policier retrouve un exemplaire de The Anarchist Cookbook dans l’appartement de l’«exterminateur».
- Le Droit de Tuer fait partie d'un genre de films dit vigilante movie, où un simple citoyen prend les armes pour accomplir lui-même ce qu'il estime être la Justice. Ce type de film a été initié par Un justicier dans la ville, film de 1974 avec Charles Bronson. Le Droit de Tuer a connu un gros succès en location vidéo.
- Affiche trompeuse : sur l'affiche, on peut voir L'Exterminateur avec un casque de moto et un lance-flamme. Mais dans le film, l'Exterminateur porte une tenue civile (simple pantalon et veste). L'Exterminateur utilise un lance-flamme dans une seule scène, pour intimider un voyou attaché et le faire parler.

## Suite
- Exterminator 2 de Mark Buntzman sorti en 1984.